# 三其遗址
三其遗址，位于中国青海省互助县沙塘川乡三其村，为第四批青海省文物保护单位，公布日期为1986年5月27日，类型为古遗址。
三其遗址的历史年代为马家窑类型、马厂类型。